# 부야베스
부야베스(프랑스어: Bouillabaisse)는 프랑스의 포구 도시인 마르세유에서 유래한 전통적인 지역 생선 스튜이다.

## 어원
부야베스는 오크어, 부야바서 (bolhabaissa)에서 유래하였으며, 팔팔 끊다는 의미인 부이(bouillir)와 낮은 (불로 자작하게 끊이다)는 의미인 아베쎄(abaisser)의 합성어이며 프로방스의 속담 '수프가 끓으면 불을 줄여라(프랑스어: quand ça bouille tu baisses)'에서 나온 이름이다.

## 역사
부야베스는 마르세유의 어부들이 포획한 생선 중 팔리지 않고 남은 생선이나, 상태가 좋지 않은 생선들을 처리하기 위한 음식으로 출발하였다. 즉, 그냥 버리기 아까우니 자신들이 먹자는 의도로 하여 종류를 불문하고 모두 냄비에 넣어 끓이고 여기에 양을 늘리기 위해 감자 등을 넣고 끓였던 서민의 음식이었다. 이후 오늘날에는 신선하고 값비싼 생선과 해산물들을 사용함으로써 지중해 연안 도시의 고급 레스토랑에서 판매하는 값비싼 고급 음식으로 발전하였다.

## 조리법
부야베스는 다양한 종류의 생선과, 패류, 채소류, 그리고 다양한 향신료 등으로 조리된다. 부야베스는 해산물의 신선함은 필수히며, 어떠한 해산물이 들어가느냐에 따라 국물의 맛이 결정되므로 생선의 양과 다양함을 중시한다. 그리고 해산물들은 주문 받을 때 바로바로 익히는 것을 원칙으로 한다.
일반적으로 들어가는 생선과 패류는 매우 다양하며 가무락조개, 새우, 꽃게, 오징어, 대구, 붕장어, 숭어 등을 통째로 넣는다.  육수는 과거에 어부들은 바닷물을 이용하였으나, 현재에는 채소류나 향신료를 데쳐서 우려낸 육수로 만든다. 일부 레스토랑에서는 콩소메 육수를 사용하기도 한다. 여기에 토마토, 고추, 마늘, 양파 등의 채소류를 넣고, 허브, 마늘, 오렌지 껍질, 월계수 잎, 바질, 회향, 사프란 등의 향신료를 넣는다. 그 후 조개 육수와 토마토 소스, 소금으로 간을 한 후 끓여낸다. 다 끓여낸 부야베스는 국물에는 바게트와 곁들이고, 냄비의 남은 해산물은 루이유라고 불리는 마늘을 넣은 마요네즈 소스를 발라 먹는다.
부야베스는 크게 파리 식과 마르세유 식이 있으며 파리식은 가재와 홍합 등의 추가적인 재료를 넣는데, 이것은 파리에 거주하던 부르주아지들이 더 비싼 식재료를 넣어서 고급스럽게 하기 위한 것을 유래로 보고 있다. 한편, 마르세유식은 생선을 중심으로 하고 있다.

## 같이 보기
- 에스카르고
- 매운탕
- 칼데이라다 (Caldeirada), 포르투갈 생선 스튜
- 치오피노 (Cioppino), 이탈리아 생선 스튜
- 우하 (Уха), 러시아 생선 스튜
- 헐라슬레 (halászlé), 헝가리 생선 스튜